# Feldberger
Formația Feldberger este o formație germană de muzică populară din Pădurea Neagră, numită după muntele Feldberg. A fost înființată în 1987 de Hansy Vogt, Lothar Böhler și Chris Laubis, cărora li s-a alăturat în 1997 Joe Kuttruff.